# Tipula (Triplicitipula) williamsii
Tipula (Triplicitipula) williamsii is een tweevleugelige uit de familie langpootmuggen (Tipulidae). De soort komt voor in het Nearctisch gebied.